# Cadeau d'adieu
Cadeau d'adieu (Chasing a Dream) est un téléfilm américain réalisé par David Burton Morris et diffusé le 25 avril 2009 sur Hallmark Channel.

## Fiche technique
- Titre original : Chasing a Dream
- Réalisation : David Burton Morris
- Scénario : Bryce Zabel (en)
- Photographie : Brian Shanley
- Musique : Stephen Graziano
- Pays : États-Unis
- Durée : 85 minutes

## Distribution
- Treat Williams : Gary Stiles
- Joanna Going : Diane Stiles
- Andrew Lawrence : Cameron Stiles
- Jake McLaughlin : John Van Horn
- Kevin Kilner : coach Leo
- John Kapelos : Frank Machado
- Benjamin Jones : Meyer
- Shashawnee Hall : Andrew Noble
- Jarrod Bailey : Brandon Van Horn
- Christa B. Allen : Nikol Schrunk
- Kevin Elms : Tim Schrunk